# 鹿島橋 (渡良瀬川)

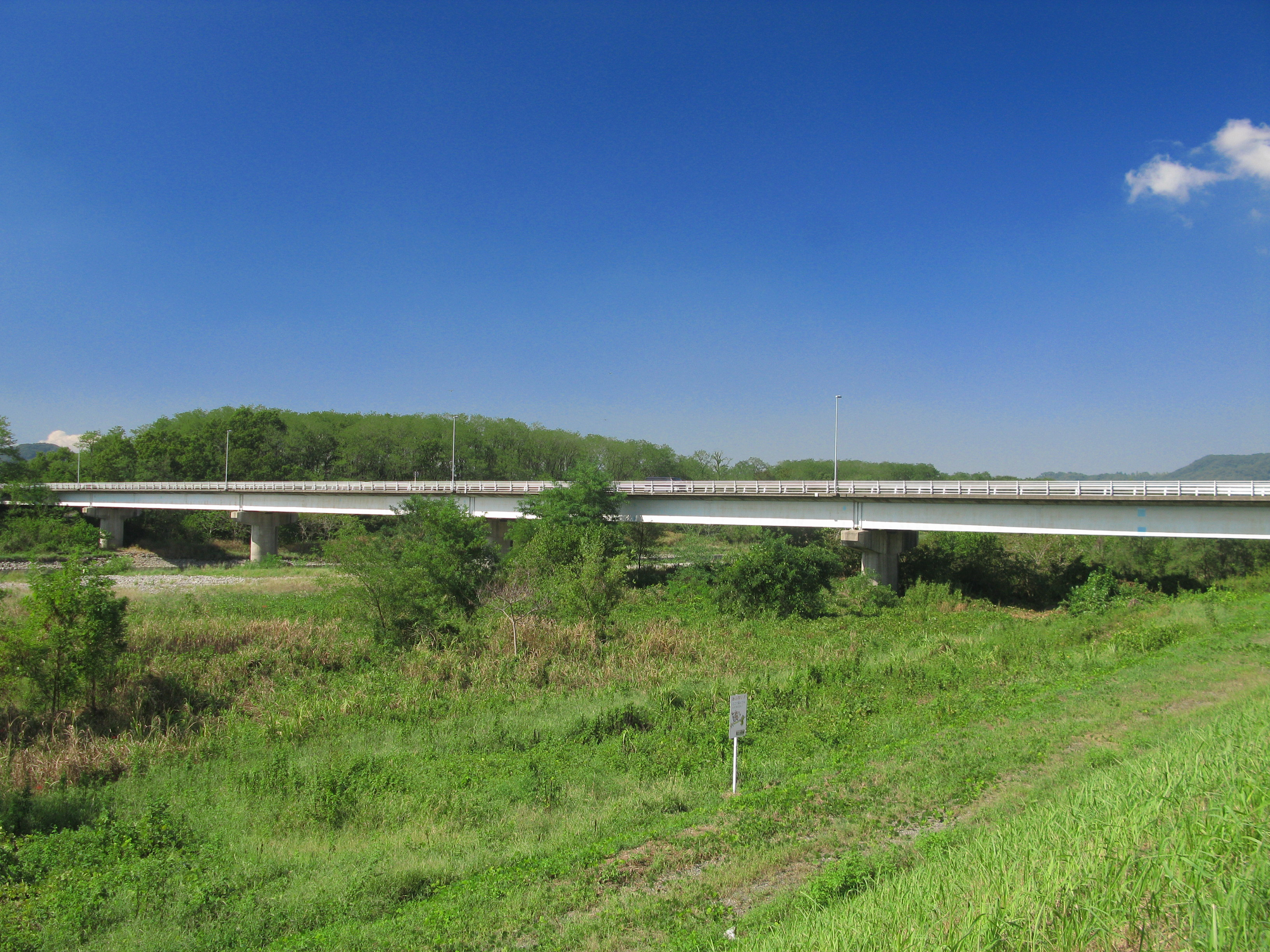
鹿島橋（2012年9月）

鹿島橋（かしまばし）は、群馬県太田市・栃木県足利市の渡良瀬川に架かる群馬県道・栃木県道256号竜舞足利線の橋である。橋長301.05 m、幅員10.5 m。

## 概要

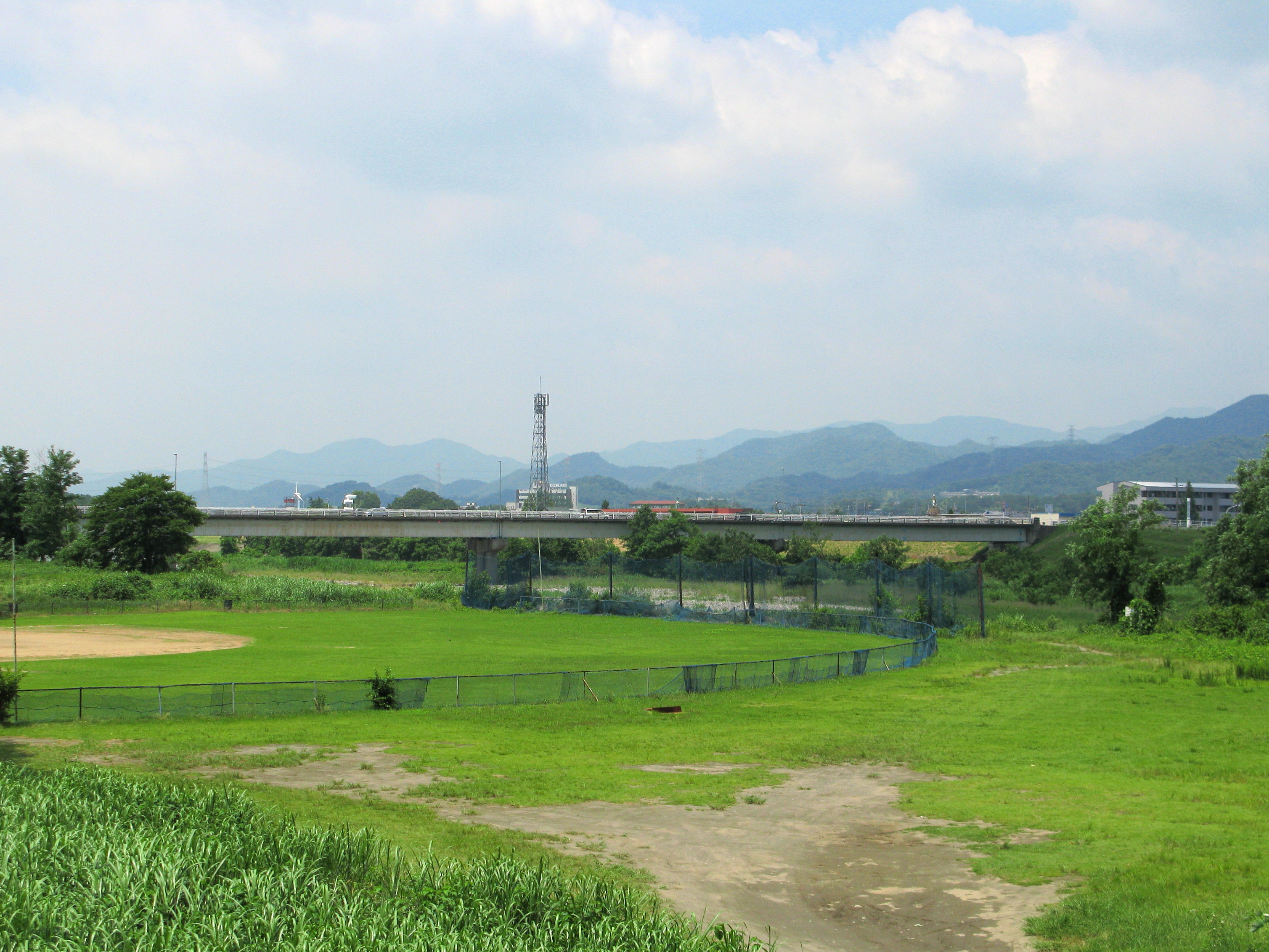
太田市側から（2012年6月）

群馬県道・栃木県道256号竜舞足利線の一部であり、太田市只上町と両毛線の山前駅がある足利市鹿島町とを結んでいる。
足利バイパスの開通に伴い、一時的に国道50号に指定されていた。桐生バイパス広沢町6丁目 - 太田市只上町間が開通すると国道の指定が解除された。

## 隣の橋
- 渡良瀬川

松原橋 - 葉鹿橋 - 鹿島橋 - 渡良瀬川橋 - 緑橋